# Darryl Parker
Darryl Jared Parker Cortés (Siquirres, Limón, Costa Rica, 7 de marzo de 1993) es un futbolista costarricense que juega de portero en el Real Estelí Fútbol Club de la Primera División de Nicaragua
Es cantera del Uruguay de Coronado y debutó con el primer equipo en julio de 2014. Su regularidad lo llevó a firmar con el Deportivo Saprissa a finales de 2015, donde inmediatamente fue cedido en condición de préstamo al Pérez Zeledón.
Con la selección de fútbol de Costa Rica ha participado en las Eliminatorias de Centroamérica hacia el Torneo Sub-20 de la Concacaf en 2013, en el Torneo Esperanzas de Toulon 2015 y en el Preolímpico de la Concacaf de ese año.

## Trayectoria

### Uruguay de Coronado

#### Temporada 2014-2015
Darryl Parker Cortés se formó deportivamente en el Uruguay de Coronado, precisamente en las divisiones menores del club y fue progresando hasta llegar al primer equipo a partir de la temporada 2014/2015. El 20 de julio, lo convocaron por primera vez, con tan sólo 21 años de edad, partido de la Copa Popular frente al Club Sport Herediano que finalizó 1-3 a favor de los visitantes. El técnico del club Carlos Watson le dio la confianza para seguir defendiendo el marco aurinegro para los próximos juegos. Lamentablemente, Uruguay no logró superar la fase de grupos de la competición, obteniendo dos derrotas y un empate.
Hizo su debut oficial en el torneo local el 17 de agosto de 2014 en el estadio Fello Meza de Cartago contra el Cartaginés, su equipo cayó 3-1. En ese encuentro detuvo un penal a Jameson Scott, pero en el rebote Scott marcó el segundo gol. Durante todo el torneo de Invierno Parker fue el guardameta estelar durante 21 partidos, salvo que se perdió un juego frente a Belén debido a una enfermedad que lo alejó de las canchas por varios días. Estadísticamente, Darryl disputó 1890 minutos en el campeonato, pero su equipo quedó de 11° lugar, muy cerca de la zona de descenso que la ocupó AS Puma; además, encajó 37 goles en el invierno.
El director técnico del club Carlos Watson fue destituido del banquillo por malos resultados en diciembre de ese año y fue reemplazado por el argentino Martín Cardetti. No obstante, el nuevo entrenador siguió dándole oportunidad al guardameta de cara al Torneo de Verano 2015. Se consideró un portero inamovible del cuadro titular del argentino hasta que perdió la titularidad a partir de la jornada 10, disputada el 1 de marzo. Constantemente fue relegado al banquillo y en oportunidades no era convocado. Al finalizar el campeonato, su equipo finalizó de sexto lugar en la tabla de posiciones, por lo que evitó el descenso. En total recibió 13 goles y 50 en la temporada completa.

#### Temporada 2015-2016
En contraste con la acontecido en la primera parte de la campaña anterior, Parker no tuvo participación, tanto en la Copa como en el Invierno 2015, ya que fue reemplazado por Neighel Drummond. Su equipo avanzó a la Segunda fase del Torneo de Copa tras vencer 0-6 a Aserrí; posteriormente quedaron eliminados por la pérdida 4-1 frente al Cartaginés. En el campeonato nacional, su club llegó de octavo lugar con 24 puntos.

### Deportivo Saprissa
El 26 de diciembre de 2015, se confirmó el fichaje de Darryl en el Deportivo Saprissa por un periodo de tres temporadas. Permaneció entrenando con el equipo hasta el 6 de enero de 2016, fecha en la que se hizo formal su cesión al Pérez Zeledón, para adquirir más experiencia en la máxima categoría.

### Pérez Zeledón
Debutó a partir de la segunda jornada del Campeonato de Verano 2016, en el encuentro ante Carmelita donde terminó con triunfo de 1-2. Durante toda la competencia, Parker fue titular indiscutible del entrenador Mauricio Wright. Por otra parte, su equipo logró eludir del descenso de la tabla general y en el torneo se ubicó en la séptima posición con 29 puntos.
El 13 de junio de 2016, Parker se dirigía al entrenamiento hacia el Estadio Municipal de su equipo, con su compañero Jorge Davis quien condujo el automóvil. Las condiciones climatológicas eran de lluvia, el vehículo se quedó sin frenos y se estrelló contra un muro para después volcarse. El guardameta sufrió una lesión grave, mientras que Davis salió ileso. La parte más afectada de su cuerpo fue el hombro izquierdo, cuyos ligamentos fueron dañados, por lo que requirió una cirugía para un tiempo de recuperación de seis a nueve meses. Debido a esto, se perdió el Campeonato de Invierno con los generaleños.

### Deportivo Saprissa

#### Temporada 2017-2018
Luego de un año fuera de acción, el guardameta se incorporó a los entrenamientos de pretemporada con el Deportivo Saprissa a partir del 22 de junio de 2017. El comienzo de su conjunto en el Torneo de Apertura se produjo el 30 de julio como local en el Estadio "Fello" Meza de Cartago contra Carmelita. Por otro lado, el jugador permaneció en la suplencia y el marcador culminó en victoria con cifras de 4-2. Debutó de manera formal el 11 de octubre frente a Pérez Zeledón, siendo titular los 90 minutos y encajando dos goles en la derrota 1-2 en su propio estadio. Los saprissistas avanzaron a la cuadrangular en el segundo sitio con 43 puntos, y al cierre de la misma, el conjunto tibaseño quedó sin posibilidades de optar por el título. El guardameta contabilizó una presencia y ejecutó cuatro intervenciones.
Con miras al Torneo de Clausura 2018, su equipo cambió de entrenador debido al retiro de Carlos Watson, siendo Vladimir Quesada —quien fuera el asistente la campaña anterior— el nuevo estratega. Parker aguardó desde la suplencia en la primera fecha del 7 de enero ante Liberia, en el Estadio Edgardo Baltodano, la cual concluyó en victoria por 0-3. El 20 de mayo se proclama campeón del torneo con su club tras vencer al Herediano en la tanda de penales.

### C.S. Cartaginés
El 22 de mayo de 2018, Parker decidió finalizar su contrato con los saprissistas para firmar por dos torneos cortos en el Cartaginés.

## Selección costarricense

### Categorías inferiores
Darryl Parker fue convocado por Watson para disputar las Eliminatorias de Centroamérica hacia el Campeonato Sub-20 de la Concacaf de 2013, y su selección fue ubicada en el grupo A, junto con Nicaragua y Honduras. El primer encuentro se jugó el 17 de julio de 2012 en el Estadio Olímpico Metropolitano en San Pedro Sula ante los nicaragüenses; el futbolista quedó en la suplencia en el triunfo 3-2. Luego se desarrolló el partido frente a los hondureños y Parker una vez más esperó desde el banquillo. El resultado final terminó empatado 0-0, la escuadra Tricolor avanzó como líder de grupo con 4 puntos y clasificó al torneo del área.
Tres años después, el guardameta apareció en la nómina del entrenador Luis Fernando Fallas para enfrentar el Torneo Esperanzas de Toulon 2015 con la selección sub-22. En los dos primeros juegos, Parker quedó entre los suplentes frente a Países Bajos y Estados Unidos; partidos que finalizarían con marcadores de 3-2 y 2-1, derrota y victoria respectivamente. Posteriormente, se dio su debut el 2 de junio en el Stade de Lattre-de-Tassigny ante Francia; Darryl utilizó la dorsal «18» y su selección salió derrotada 2-1. El último encuentro se desarrolló el 4 de junio contra Catar, donde Parker fue titular los 90 minutos; el marcador final acabó empatado a una anotación.
Durante el mes de agosto de ese año, inició el Preolímpico de la Concacaf con aspiraciones hacia los Juegos Olímpicos 2016. En las eliminatorias por la primera ronda, la selección costarricense quedó de segundo lugar en la tabla, por lo que jugó un repechaje contra Guatemala para clasificar al torneo en Estados Unidos; los resultados fueron de 0-0 y 1-0, con triunfo. El 2 de octubre, comenzó la fase final, donde su país se ubicó el Grupo B, compartido con México, Honduras y Haití. El primer partido se dio ante los mexicanos en el StubHub Center; Parker participó los 90 minutos y encajó cuatro goles en la derrota 4-0. En el mismo escenario deportivo, se produjo una nueva pérdida, siendo esta vez con marcador de 0-2 contra los hondureños. Con este resultado, su selección quedó sin posibilidades de avanzar a las Olimpiadas. El 7 de octubre, en el Dick's Sporting Goods Park, se efectuó el último juego; el futbolista fue relegado a la suplencia en el empate 1-1 frente a la Selección de Haití.

### Selección absoluta
En los primeros días de diciembre de 2015, el director técnico Óscar Ramírez, dio la lista de futbolistas que participarían en el partido amistoso contra Nicaragua, y Darryl apareció por primera vez en una selección absoluta. El 15 de diciembre, se desarrolló el encuentro, en el Estadio Edgardo Baltodano de Liberia, con una escuadra totalmente alternativa; Parker quedó en el banquillo sin ningún minuto de acción. El resultado definitivo terminó 1-0, con anotación de su compañero Kendall Waston.
El 8 de noviembre de 2018, entró en la nómina del entrenador interino Ronald González para efectuar los últimos partidos amistosos del año, siendo este su primer llamado al combinado nacional para enfrentar juegos dentro de una fecha FIFA. Permaneció como suplente en el compromiso celebrado el 16 de noviembre contra Chile en el Estadio El Teniente, escenario donde su selección consiguió la victoria por 2-3. De la misma manera, se quedó en el banco de sustitutos en el triunfo con el mismo marcador sobre Perú.

## Vida privada
Originario de Sixaola de Talamanca, Parker inició en las inferiores del Club Sport Uruguay de Coronado. Afirmó en un noticiero, que si no hubiera practicado el fútbol, sería jugador de baloncesto, también habló que le gusta jugar con su XBOX 360 en los tiempos libres.
Parker es estudiante de Educación Física quien además de pasar tiempo es sus estudios comenta que su pasatiempo favorito es compartir con su hijo Oxland André; quien dice es su mayor bendición y fan #1.
Su apodo de Spiderman se debe a su apellido, ya que el protagonista de ese cómic se llama Peter Parker, y además, por su elasticidad de llegar al balón por su altura de 1.91m. Finalmente, su apodo fue otorgado por el narrador de Repretel en uno de los partidos del Uruguay.

## Clubes
| Club                                       | País        | Año         |
| ------------------------------------------ | ----------- | ----------- |
| C.S. Uruguay de Coronado                   | Costa Rica  | 2014 - 2015 |
| Deportivo Saprissa                         | Costa Rica  | 2015 - 2016 |
| Pérez Zeledón (Préstamo)                   | Costa Rica  | 2016        |
| Deportivo Saprissa                         | Costa Rica  | 2017 - 2018 |
| C.S. Cartaginés                            | Costa Rica  | 2018 - Act  |
| Club Deportivo Luis Ángel Firpo (Préstamo) | El Salvador | 2022 - Act  |

## Palmarés

### Títulos nacionales
| Título                         | Club               | País       | Año  |
| ------------------------------ | ------------------ | ---------- | ---- |
| Primera División de Costa Rica | Deportivo Saprissa | Costa Rica | 2018 |
| Torneo de Copa de Costa Rica   | C.S Cartaginés     | Costa Rica | 2022 |